# Alphubel
De Alphubel is een 4206 meter hoge berg in de Walliser Alpen. De berg ligt in het Mischabelmassief, ten noorden van de Allalinhorn (4027 m) en ten zuiden van de Täschhorn (4491 m).
De berg werd voor het eerst beklommen op 9 augustus 1860 door W. Hinchliff, L. Stephen en de gidsen M. Anderegg en P. Perren.
De normaalroute naar de top gaat vanuit Saas Fee via de Längfluhhütte (2870 m) over de oostflank. De top wordt gevormd door een kilometer lang vergletsjerd plateau waardoor het bij mist moeilijk is de precieze top te lokaliseren. Het is ook mogelijk om vanuit de Täschhütte (2701 m) vanaf de westkant via het Alphubeljoch (3782 m) naar hetzelfde topplateau te lopen.
Een 3de mogelijkheid is om vanuit de Mitellallalin (3460 m) via de Feejoch en mits een kleine klim over de Feekopf de Alphubeljoch te bereiken en zo verder naar de Alphubel te klimmen. Naar beneden kan men dan terug naar de Längfluhhütte via de hierbovenvermelde route.
In 2010 werd er op de top een houten kruis geplaatst, zodat de precieze top nu zeer gemakkelijk te lokaliseren is.